# Легкий метрополітен Сіетла
Легкий метрополітен Сіетла (англ. Central Link) — система ліній легкого метро в місті Сіетл, штат Вашингтон, США. Разом з монорейкою та трамвайною мережею створюють основу громадського транспорту міста.

## Історія
Обговорення проекту будівництва в місті системи ліній ЛРТ почалося у середині 1980-х. У листопаді 1996 року виборці на референдумі проголосували за будівництво та підвищення деяких податків за для фінансування проекту. Після цього на численних громадських слуханнях обговорювалися різні варіанти трасування ліній, остаточно затвердили трасу початкової ділянки в 1999 році. Спочатку планувалося що початкова ділянка відкриється у 2006 році але через численні затримки з проектуванням та фінансуванням, будівельні роботи почалися лише 8 листопада 2003 року. Все це змінило дату відкриття на 3 роки, до 2009 року, вже у грудні того ж року сталося перше розширення, відкрилася ділянка до міжнародного аеропорту.

### Хронологія розвитку
- 18 липня 2009 — відкриття початкової ділянки «Westlake»—"Tukwila International Boulevard", з 12 станцій та 22,4 км.
- 19 грудня 2009 — розширення на 1 станцію «Seattle-Tacoma International Airport» та 2,7 км.
- 16 березня 2016 — розширення лінії на північ на 2 станції та 5 км, ділянка «Westlake»—"University of Washington".
- 24 вересня 2016 — розширення лінії на південь на 1 станцію «Angle Lake» та 2,5 км.

## Лінія
В 2018 році в місті працює 1 лінія довжиною 32 км з 16 станціями з яких 7 підземних. Частина лінії проходить Центральним транзитним тунелем що був відкритий у 1990 році, щоб перебудувати тунель під потреби ЛРТ він був закритий на реконструкцію рівно на 2 роки, з 24 вересня 2005 по 24 вересня 2007. Тунель використовується разом лінією ЛРТ та спеціально обладнаними автобусами. Потяги живляться від повітряної контактної мережі 1500 в.
На півночі лінія починається біля університетського містечка Вашингтонського університету на північному сході Сіетла, далі прямує на південь в центр міста. Поблизу декількох центральних станцій розташовані зупинки трамваїв, а зі станції «Westlake» можливо
пересісти на монорейку. Зі станції «International District/Chinatown» існує пряма пересадка на залізничний вокзал з якого курсують
приміські потяги та потяги Amtrak. Далі маршрут лінії проходить південними районами міста, через місто Туквіла в місто Сітак в якому розташований міжнародний аєропорт що обслуговує міста Сіетл та Такому. Південна кінцева станція «Angle Lake» розташована також в місті Сітак.
Що року з моменту відкриття пасажиропотік на лінії постійно збільшується.

## Розвиток
На червень 2018 року в місті будується розширення лінії далі на північ на 3 станції до району Нортгейт, відкриття заплановане на 2021 рік. Після відкриття північної ділянки лінія буде перейменована на Червону лінію.
Також в місті будується друга Блакитна лінія зі сходу на захід, довжиною 29 км з 12 станціями. Початкову ділянку з 10 станцій планують відкрити у 2023 році, повністю лінію до кінця 2024 року. Вартість будівництва нової лінії 3,7 млрд доларів.

## Режим роботи
З понеділка по суботу лінія працює з 5:00 до 1:00, у неділю та федеральні свята з 6:00 до 0:00. Інтервал руху починається від 6 хвилин у годину пік, по будням в день та у вихідні потяги курсують з інтервалом в 10 хвилин. Рано вранці та пізно ввечері інтервал збільшується до 15 хвилин. Подорож між кінцевими станціями триває 48 хвилин.

## Галерея

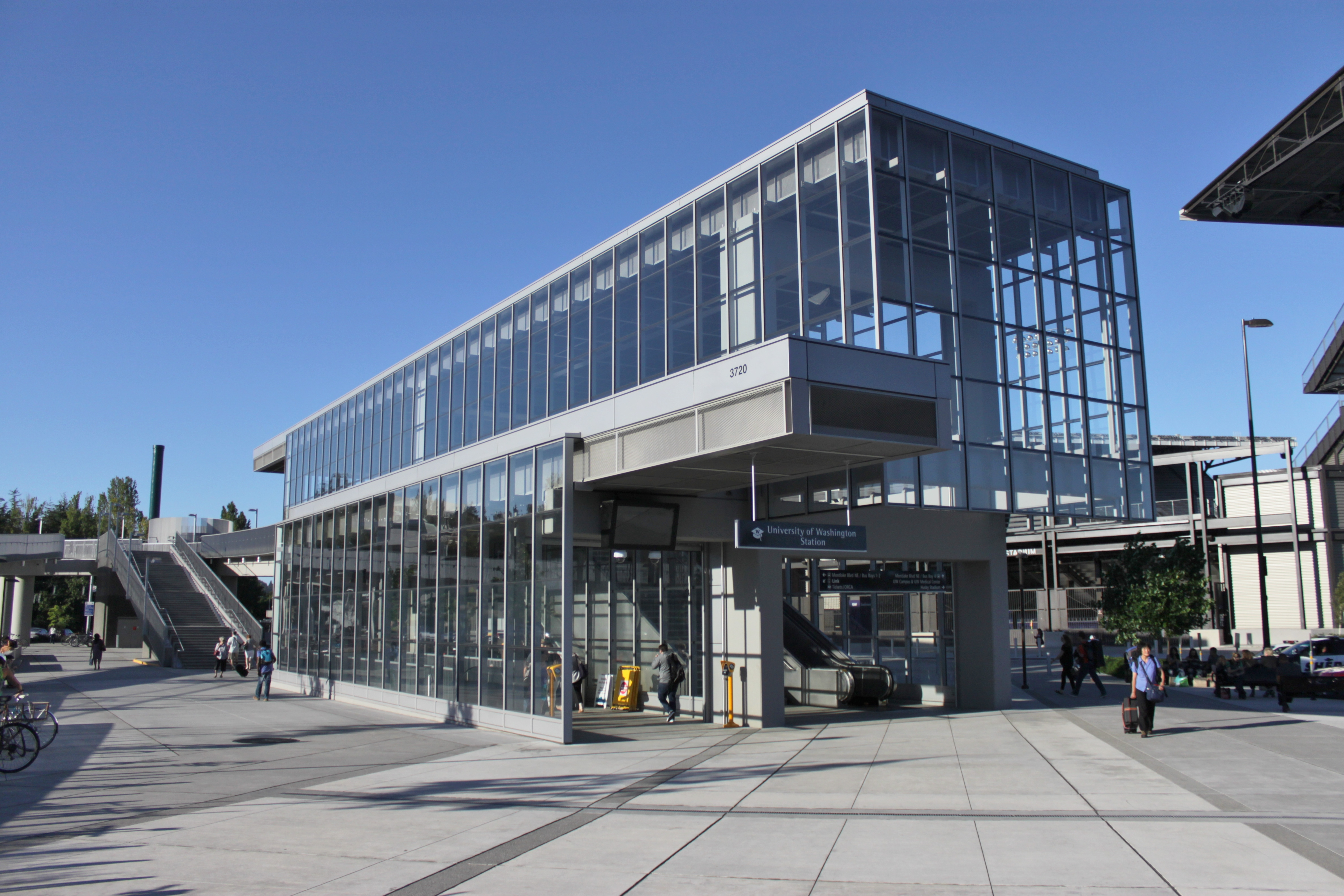
Вихід зі станції «University of Washington»
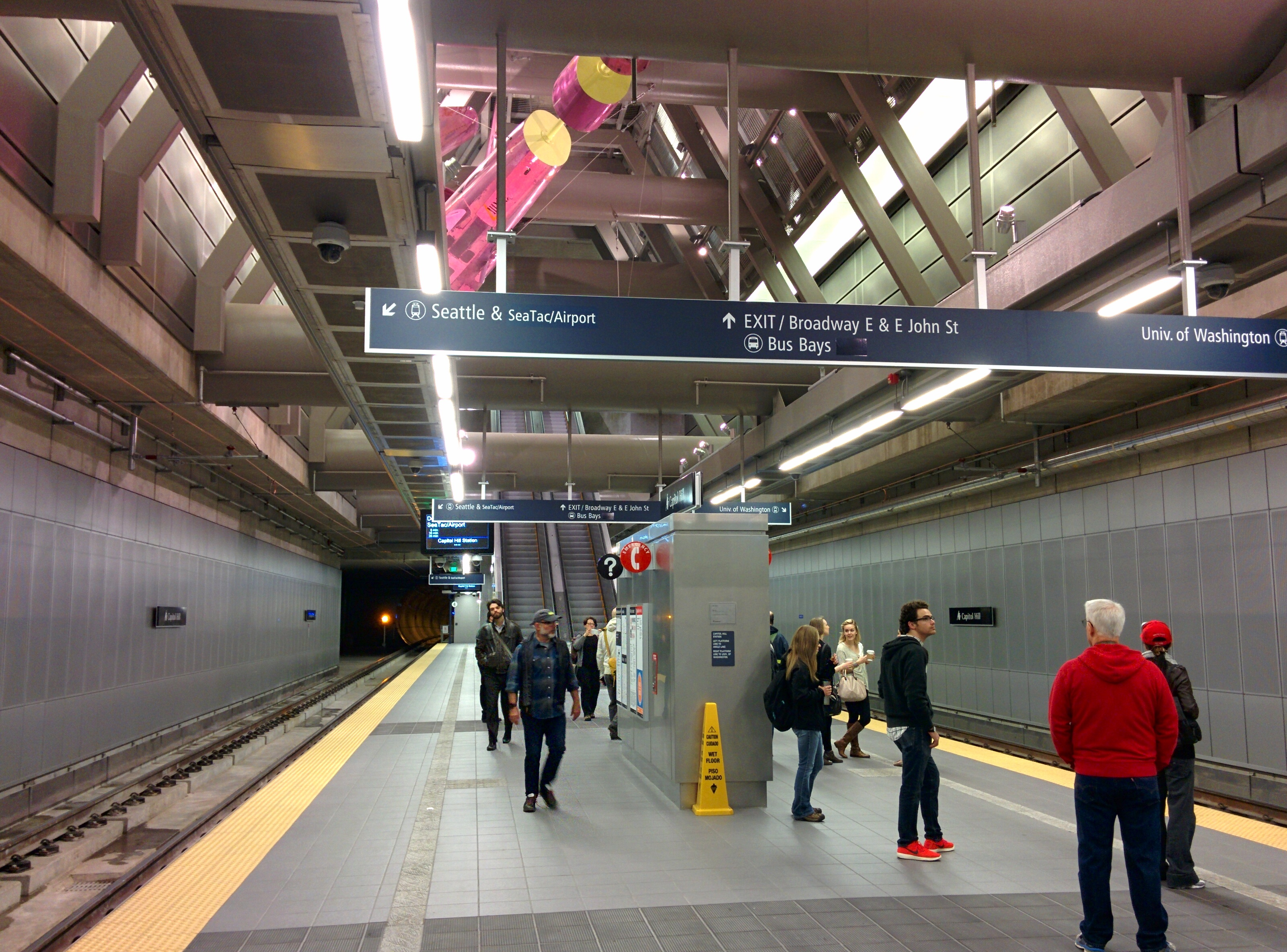
Платформа підземної станції «Capitol Hill»
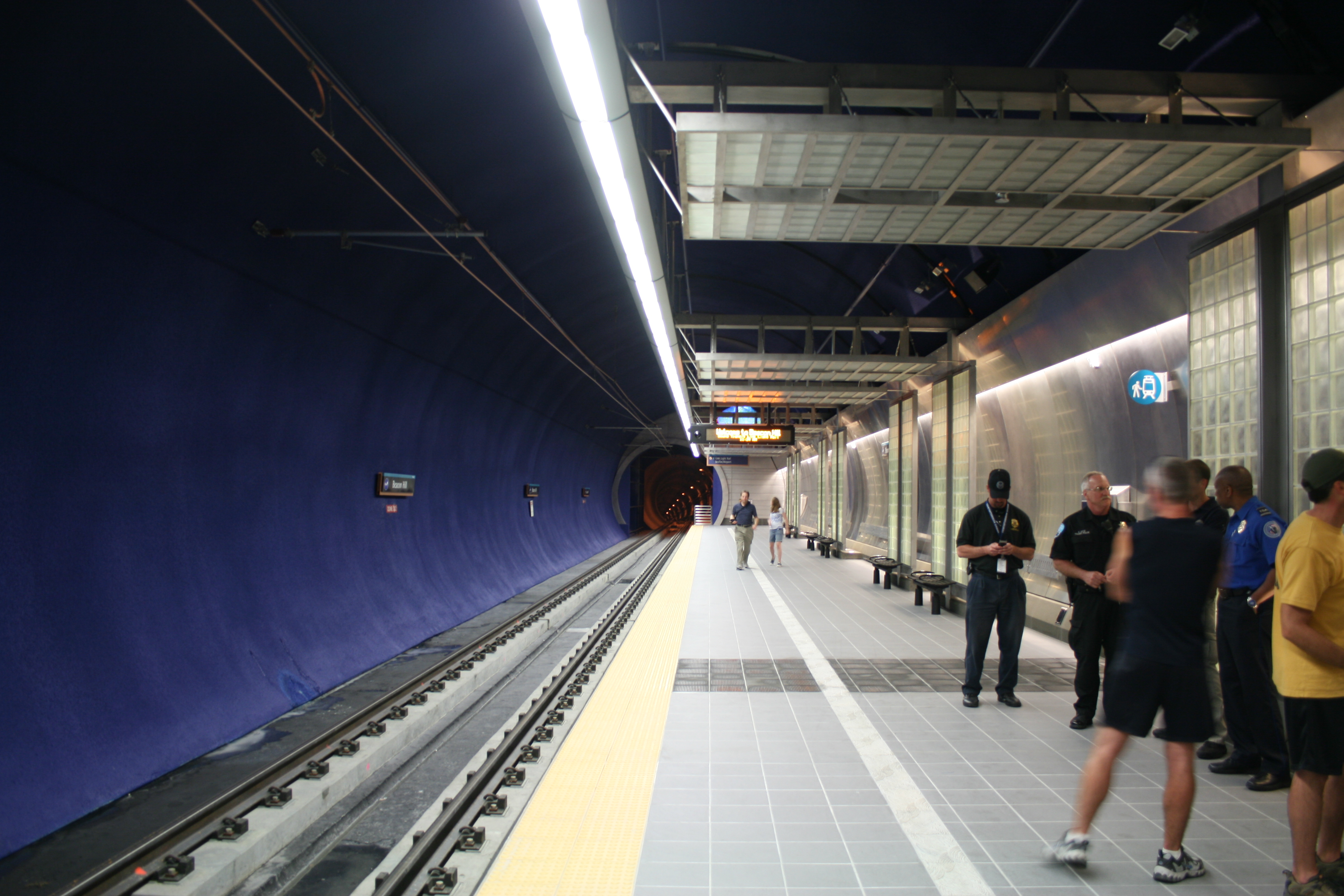
Станція «Beacon Hill»
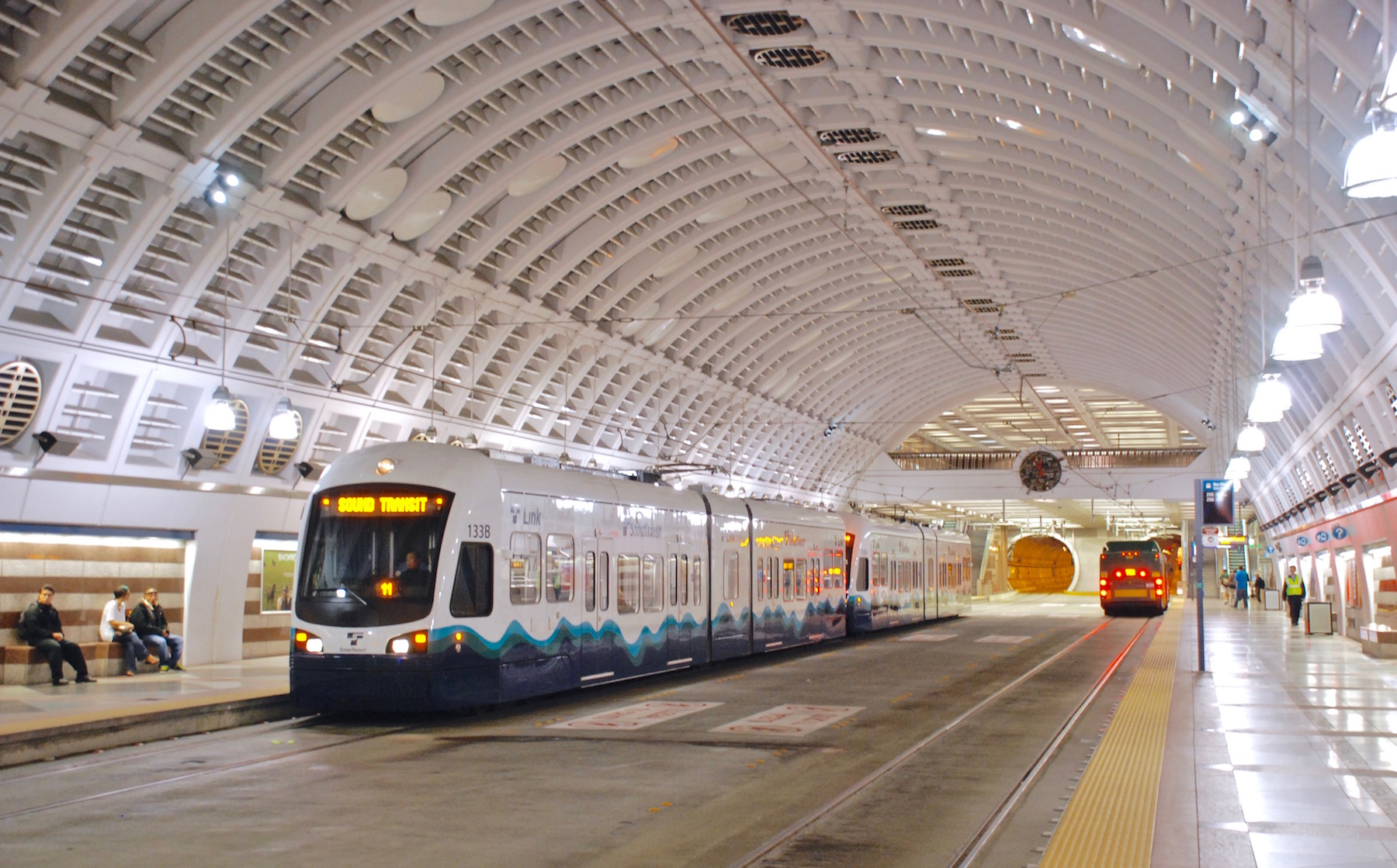
Підземна станція «Pioneer Square» у Центральному транзитному тунелі
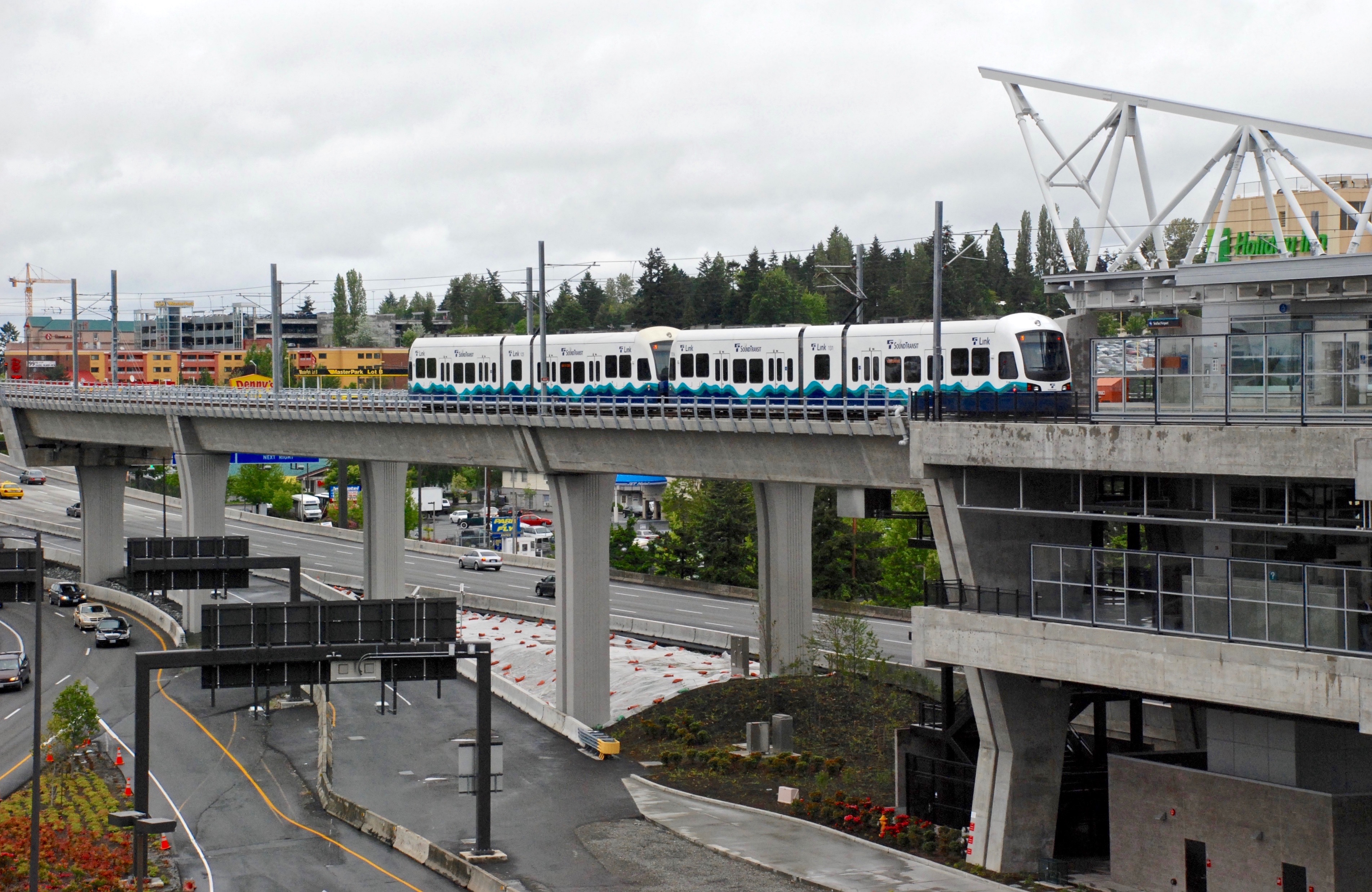
Естакадна ділянка в місті Сітак